# Крючихін Сергій Павлович
Сергій Павлович Крючихін (рос. Сергей Павлович Крючихин; нар. 15 січня 1984, Краснодар, РРФСР) — російський футболіст, захисник.

## Життєпис
Вихованець краснодарських СДЮШОР «Олімпік» та ДЮСШ «Краснодар-2000». За «Краснодар-2000» грав у другому дивізіоні в 2001-2002 роках. У 2003 зіграв три гри в першій лізі України за ЦСКА (Київ) й один поєдинок за фарм-клуб «Арсенал-2» у другій лізі. 7 серпня 2005 року провів одну гру в чемпіонаті України за київський «Арсенал» — гостьовий поєдинок проти ФК «Харків», вийшовши на заміну на 25-й хвилині, через 6 хвилин отримав жовту картку і в перерві був замінений. Грав у російських аматорських клубах «Спартак» Геленджик (2006) і «Блискавка» Небуг (2007). У 2007 році провів 8 матчів за «Зімбру» в чемпіонаті Молдови, грав у Кубку УЄФА 2007/08. У 2008 році грав за аматорський «Динамо» Краснодар, потім у другому дивізіоні за «Торпедо» Армавір (2009-2010, 2013-2014), «Гірник» Учали (2011-2013). У 2014 році виїхав до окупованого Криму, де провів 10 анульованих матчів за фейковий футбольний клуб «Севастополь», які створили окупанти та місцеві кимські колаборанти. З 2015 року грає в аматорських клубах Краснодарського краю «Омега» Курганинськ, «Кубань Холдинг» Павлівська, «Витязь-Меморіал» Старомінська, «Магнат» Краснодар, «Русь» Дніпровська.
На юнацькому чемпіонаті Європи (U-16) 2001 року в Англії провів три матчі з чотирьох, в кожному отримував по жовтій картці.